# هجرت سلیمان
هجرت سلیمان اثری (داستان کوتاه) از محمود دولت‌آبادی است که برای اولین بار در سال ۱۳۵۲ در تهران توسط انتشارات گلشایی منتشر شد.
داستان با موضوع خشونت علیه زنان در حال و هوای روستایی در اطراف مشهد به روایت زندگی «سلیمان» (شخصیت اول داستان) و همسرش «معصومه» می‌پردازد.
سینهٔ دستش را خواباند بیخ گوش معصومه که او دراز به دراز کنار دیوار فرش شد. بعد به‌طرف پستو رفت و دو تا ترکهٔ جوز که با آنها گاوش را می‌راند با خودش آورد. زن خودش را جمع کرد و به‌طرف در دوید. دربسته بود و سلیمان با یک ترکه، که به قلم پایش خواباند او را انداخت— از متن کتاب، ه‍ج‍رت س‍ل‍ی‍م‍ان، چاپ اول، صفحهٔ ۱۱